# Stadionolyckan i Katmandu 1988
Stadionolyckan i Katmandu 1988 inträffade den 12 mars 1988 i Katmandu, Nepal, då åtminstone 93 personer dödades och ytterligare 100 skadades vid ett försök att fly en hagelstorm under en fotbollsmatch på Dasarath Rangasala-stadion.
Läktarna var öppna på tre sidor, och bara den västra sidan hade  tak. Hagelstormar är vid denna tid på året vanliga i Nepal, och denna gång började haglet orsaka panik bland publiken. Publiken försökte ta betäckning under det enda skyddet (västra läktaren) men slogs tillbaka av polisen. De återvände sedan till södra läktaren där en folkmassa trängdes i en tunnelutgång. Massan kunde inte fly då stadionportarna var låsta, och många trampades ihjäl.

### Fotnoter
1. 1 2  ”Värsta olyckan krävde 340 liv”. Aftonbladet. 12 april 2001. http://www.aftonbladet.se/sportbladet/fotboll/article10205870.ab. Läst 29 december 2016.